# Scored
Scored is het eerste livealbum van de Duitse band Loom. Het is opgenomen tijdens een concert dat de band gaf op 15 oktober 2011, dat gegeven werd in het kader van E-Live in het Nederlandse Oirschot. Het concert was georganiseerd door Groove Unlimited, een platenlabel gespecialiseerd in elektronische muziek. Loom bestaat uit twee exleden van Tangerine Dream en Robert Waters. De muziek die de band speelt heeft dan ook veel weg van de muziek van Tangerine Dream. Het album verscheen op Viktoriapark, het platenlabel van Schmoelling.

## Musici
- Johannes Schmoelling, Jerome Froese en Robert Waters – synthesizers, elektronica

## Muziek
| Nr. | Titel                                                      | Duur |
| --- | ---------------------------------------------------------- | ---- |
| 1.  | Palace of dreams (Schmoelling)                             | 5:14 |
| 2.  | Modulation agents (Froese, Waters)                         | 7;15 |
| 3.  | La marche (Froese)                                         | 8;11 |
| 4.  | Catwalk (Froese)                                           | 8;18 |
| 5.  | Going west (Edgar Froese, Christopher Franke, Schmoelling) | 5:39 |
| 6.  | Matjora is still alive (Schmoelling)                       | 5:01 |
| 7.  | A room in the house closed to the public (Froese)          | 6:23 |
| 8.  | A long way home (Schmoelling)                              | 5:04 |
| 9.  | Abacus (Schmoelling)                                       | 5:35 |
| 10. | Crystal red (Froese)                                       | 521  |

| Nr. | Titel                                          | Duur |
| --- | ---------------------------------------------- | ---- |
| 1.  | Circles (Schmoelling)                          | 3:54 |
| 2.  | Towards the evening star (Froese)              | 6:10 |
| 3.  | The rise of the smooth automaton (Schmoelling) | 4:22 |
| 4.  | My reality at 52 degrees of latitude (Froese)  | 6:12 |
| 5.  | Cartoony universe (Froese)                     | 7:59 |
| 6.  | White eagle (E. Froese, Franke, Schmoelling)   | 5:31 |
| 7.  | Beach theme (E. Froese, Franke, Schmoelling)   | 9:12 |
| 8.  | A mellow morning (Froese)                      | 4:23 |
| 9.  | Time and tide (Sengens, Schmoelling)           | 7:36 |
| 10. | Choronzon (E. Froese, Franke, Schmoelling)     | 6:36 |